# Roslags östra kontrakt
Rosslags östra kontrakt var ett kontrakt inom Svenska kyrkan i Stockholms stift. Det upphörde 31 december 1961.

## Administrativ historik
Före 1 juli 1942 tillhörde kontraktet Uppsala stift för att då övergå till Stockholms stift. Församlingarna som ingick i kontraktet när det upplöstes överfördes till Roslags kontrakt. Kontraktet omfattade
- Danderyds församling
- Lidingö församling
- Solna församling
- Täby församling
- Österåkers församling
- Östra Ryds församling
- samt de som 1 oktober 1943 överfördes till det då bildade Värmdö kontrakt
  - Värmdö församling
  - Boo församling
  - Djurö församling
  - Nämdö församling som tillförts 1 maj 1929 från Södertörns kontrakt
  - Gustavsbergs församling bildad 1902
  - Ingarö församling bildad 1792
  - Ljusterö församling bildad 1868 av Norra och Södra Ljusterö församlingar
  - Möja församling
  - Vaxholms församling

## Kontraktsprostar
| Ämbetstid | Namn                           | Levnadstid | Övrigt                              |
| --------- | ------------------------------ | ---------- | ----------------------------------- |
| 1707–1709 | Petrus Ljungberg               | 1668–1726  | Kyrkoherde i Solna församling.      |
| 1711–1735 | Gabriel Hinnel                 | 1677–1735  | Kyrkoherde i Solna församling.      |
| 1744–1760 | Abraham Almquist               | –1760      | Kyrkoherde i Täby församling.       |
| 1762–1774 | Johan Reuterstedt              | 1708–1774  | Kyrkoherde i Österåkers församling. |
| 1782–1809 | Anders Rydén                   | 1728–1809  | Kyrkoherde i Österåkers församling. |
| 1811–1822 | Claes Justelius                | 1763–1822  | Kyrkoherde i Täby församling.       |
| 1822–1826 | Nils Ruus                      | 1779–1826  | Kyrkoherde i Österåkers församling. |
| 1827–1842 | Carl Jacob Dahl                | 1778–1845  | Kyrkoherde i Täby församling.       |
| 1848–1857 | Emanuel Martin Luther Malmgren | 1797–1857  | Kyrkoherde i Österåkers församling. |
| 1861–1885 | Samuel Benjamin Pontén         | 1823–1905  | Kyrkoherde i Österåkers församling. |
| 1938–1947 | Karl Ekman                     | 1877–1952  | Kyrkoherde i Solna församling.      |
| 1948–1952 | Albert Hellerström             | 1881–1972  | Kyrkoherde i Danderyds församling.  |
| 1952–1955 | Martin Josef Sandahl           | 1887–      | Kyrkoherde i Lidingö församling.    |